# 酒井啓輔
酒井 啓輔（さかい けいすけ、1986年8月6日 - ）は、日本のタレントである。京都府出身。身長182cm、体重58kg、血液型O型。
大阪のESPエンタテインメントを卒業後、タレント、MCとして活動、スカパー!Music Japan TV「blow」のナビゲーターや「くるくるリクエスト」のリポーターなどで活躍した。